# Halshoek
In de zeilvaart is de halshoek de hoek van het zeil waar dit onderaan de mast vastzit. Het is de voorste hoek aan de onderkant van een zeil, de hoek tussen het voorlijk en het onderlijk.

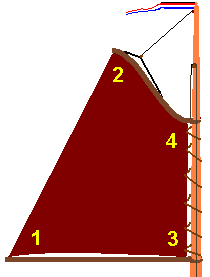
De vier hoeken van een gaffelgetuigd zeil
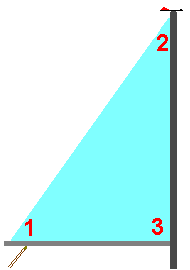
De hoeken van een topgetuigd zeil

De hoeken van een zeil:
1. schoothoek
2. tophoek
3. halshoek
4. klauwhoek